# Albert Pyun
Albert F. Pyun (ur. 19 maja 1953 na Hawajach, zm. 26 listopada 2022 w Las Vegas) – amerykański reżyser i scenarzysta, płodny twórca filmów klasy B, w dużej mierze przeznaczonych na rynek video.

## Życiorys
Za reżyserię i scenariusz do komedii sci-fi Radioaktywne sny (Radioactive Dreams, 1985) w roku 1987 odebrał nagrodę Golden Raven podczas Brussels International Festival of Fantasy Film. Scenariusz do filmu Pyuna Miecz i czarnoksiężnik (The Sword and the Sorcerer, 1982) nominowano do nagrody Saturna w 1983.
Jego filmy często poruszały motywy kickbokserskie, antyutopijne, postapokaliptyczne i fantastycznonaukowe.

## Filmografia
- Miecz i czarnoksiężnik (The Sword and the Sorcerer, 1982) – reżyseria, scenariusz
- Radioaktywne sny (Radioactive Dreams, 1985) – reżyseria, scenariusz
- Cyborg (1989) – reżyseria
- Kapitan Ameryka (Captain America, 1990) – reżyseria
- Kickboxer 2: Godziny zemsty (Kickboxer 2: The Road Back, 1991) – reżyseria
- Nemesis (1992) − reżyseria
- Kickboxer 4 (Kickboxer 4: The Aggressor, 1994) – reżyseria, scenariusz
- Terrorysta (Ticker, 2001) – reżyseria, produkcja
- Max Havoc: Klątwa smoka (Max Havoc: Curse of the Dragon, 2004) – reżyseria